# Élections présidentielles sous la Cinquième République dans les Hauts-de-Seine
Depuis l'adoption de la Constitution de la Cinquième République française en 1958, dix élections présidentielles ont eu lieu afin d'élire le président de la République, dont neuf concernent le département des Hauts-de-Seine qui a été créé en 1968. Cette page présente les résultats de ces élections dans les Hauts-de-Seine.

## Synthèse des résultats du second tour
Votant dans la tendance nationale, les Hauts-de-Seine se droitisent à partir de 2007, plaçant en particulier Nicolas Sarkozy (50,52 %) devant François Hollande en 2012. En 2017, Emmanuel Macron obtient plus de 19 points de plus qu'au niveau national.
| année | Répartition des exprimés | Répartition des exprimés | Participation (% des inscrits) | Blancs ou nuls (% des votants) |

| 2017 | Emmanuel Macron (85,65 %) (France : 66,10 %) | Marine Le Pen (14,35 %) (France : 33,90 %) | 76,94 % (France : 77,77 %) | 1,55 % (France : 2,47 %) |

| 2012 | François Hollande (49,48 %) (France : 51,64 %) | Nicolas Sarkozy (50,52 %) (France : 48,36 %) | 79,42 % (France : 80,35 %) | 1,57 % (France : 5,82 %) |

| 2007 | Nicolas Sarkozy (55,65 %) (France : 53,06 %) | Ségolène Royal (44,35 %) (France : 46,94 %) | 86,94 % (France : 83,97 %) | 1,04 % (France : 4,20 %) |

| 2002 | Jacques Chirac (87,99 %) (France : 82,21 %) | J.-M. Le Pen (12,01 %) (France : 17,79 %) | 67,73 % (France : 79,71 %) | 2,12 % (France : 3,38 %) |

| 1995 | Jacques Chirac (57,25 %) (France : 52,64 %) | Lionel Jospin (42,75 %) (France : 47,36 %) | 74,79 % (France : 78,38 %) | 1,86 % (France : 2,81 %) |

| 1988 | François Mitterrand (48,56 %) (France : 54,02 %) | Jacques Chirac (51,44 %) (France : 45,98 % %) | 80,88 % (France : 81,35 %) | 1,29 % (France : 2,00 %) |

| 1981 | François Mitterrand (51,19 %) (France : 51,76 %) | Valéry Giscard d'Estaing (48,81 %) (France : 48,24 %) | 80,18 % (France : 81,09 %) | 1,28 % (France : 1,62 %) |

| 1974 | Valéry Giscard d'Estaing (50,45 %) (France : 50,81 %) | François Mitterrand (49,55 %) (France : 49,19 %) | 85 % (France : 84,23 %) | 0,5 % (France : 0,92 %) |

| 1969 | Georges Pompidou (59,77 %) (France : 58,21 %) | Alain Poher (40,23 %) (France : 41,79 %) | 80,23 % (France : 77,59 %) | 0,78 % (France : 1,29 %) |

|  | ▲ |

## Résultats détaillés par scrutin

### 2017
Le premier tour de l'élection présidentielle de 2017 voit s'affronter onze candidats. Emmanuel Macron arrive en tête devant Marine Le Pen et tous deux se qualifient pour le second tour. Néanmoins, avec François Fillon et Jean-Luc Mélenchon, les scores des quatre candidats ayant recueilli le plus de voix sont serrés (4,43 points entre le 1er et le 4e). Pour la première fois, aucun des candidats des deux partis politiques pourvoyeurs jusque-là des présidents de la Ve République, n'est présent au second tour. Celui-ci se tient le dimanche 7 mai et se solde par la victoire d'Emmanuel Macron, avec un total de 20 753 798 bulletins de vote en sa faveur, soit 66,10 % des suffrages exprimés, face à la candidate du Front national, qui recueille 33,90 %. Le scrutin est néanmoins marqué par une forte abstention et par un record de votes blancs ou nuls.
Dans les Hauts-de-Seine, Emmanuel Macron arrive en tête du premier tour avec 32,3 % des exprimés, suivi de François Fillon (29,14 %), Jean-Luc Mélenchon (18,28 %), Marine Le Pen (7,64 %) et Benoît Hamon (7,19 %). Au second tour, les électeurs ont voté à 85,65 % pour Emmanuel Macron contre 14,35 % pour Marine Le Pen avec un taux de participation de 76,94 % des inscrits.
|             | EM          | Emmanuel Macron       | 256 687 | 32,3 %     | 590 963 | 85,65 %    |  |  |
|             | LR          | François Fillon       | 231 553 | 29,14 %    |         |            |  |  |
|             | LFi         | Jean-Luc Mélenchon    | 145 289 | 18,28 %    |         |            |  |  |
|             | FN          | Marine Le Pen         | 60 731  | 7,64 %     | 99 032  | 14,35 %    |  |  |
|             | PS          | Benoît Hamon          | 57 114  | 7,19 %     |         |            |  |  |
|             | DlF         | Nicolas Dupont-Aignan | 21 359  | 2,69 %     |         |            |  |  |
|             | UPR         | François Asselineau   | 8 453   | 1,06 %     |         |            |  |  |
|             | NPA         | Philippe Poutou       | 5 033   | 0,63 %     |         |            |  |  |
|             | RES         | Jean Lassalle         | 4 747   | 0,6 %      |         |            |  |  |
|             | LO          | Nathalie Arthaud      | 2 447   | 0,31 %     |         |            |  |  |
|             | SeP         | Jacques Cheminade     | 1 345   | 0,17 %     |         |            |  |  |
|             |             |                       |         |            |         |            |  |  |
|             |             |                       | Nombre  | % inscrits | Nombre  | % inscrits |  |  |
| Inscrits    | Inscrits    | Inscrits              | 986 730 |            | 983 522 |            |  |  |
| Abstentions | Abstentions | Abstentions           | 176 715 | 17,91 %    | 226 846 | 23,06 %    |  |  |
| Votants     | Votants     | Votants               | 810 015 | 82,09 %    | 756 676 | 76,94 %    |  |  |
|             |             |                       |         |            |         |            |  |  |
|             |             |                       |         | % votants  |         | % votants  |  |  |
| Blancs      | Blancs      | Blancs                | 12 689  | 1,29 %     | 57 359  | 5,83 %     |  |  |
| Nuls        | Nuls        | Nuls                  | 2 568   | 0,26 %     | 9 322   | 0,95 %     |  |  |
| Exprimés    | Exprimés    | Exprimés              | 794 758 | 80,54 %    | 689 995 | 70,16 %    |  |  |

### 2012
Hollande, désigné par le PS à la suite d'une primaire ouverte, devance Sarkozy dès le premier tour de l'élection présidentielle de 2012 : c'est la première fois qu'un président sortant est ainsi devancé. Au second tour, Sarkozy est battu mais par un écart plus faible qu'attendu.
Dans les Hauts-de-Seine, Nicolas Sarkozy arrive en tête du premier tour avec 34,97 % des exprimés, suivi de François Hollande (30,16 %), François Asselineau (10,69 %), Jean-Luc Mélenchon (10,35 %) et Marine Le Pen (8,51 %). Au second tour, les électeurs ont voté à 49,48 % pour François Hollande contre 50,52 % pour Nicolas Sarkozy avec un taux de participation de 82,74 % des inscrits.
|                | UMP            | Nicolas Sarkozy       | 256 570 | 34,97 %    | 376 816 | 50,52 %    |  |  |
|                | PS             | François Hollande     | 221 233 | 30,16 %    | 369 128 | 49,48 %    |  |  |
|                | MoDem          | François Bayrou       | 78 397  | 10,69 %    |         |            |  |  |
|                | FG             | Jean-Luc Mélenchon    | 75 911  | 10,35 %    |         |            |  |  |
|                | FN             | Marine Le Pen         | 62 447  | 8,51 %     |         |            |  |  |
|                | EELV           | Éva Joly              | 20 086  | 2,74 %     |         |            |  |  |
|                | DLF            | Nicolas Dupont-Aignan | 9 851   | 1,34 %     |         |            |  |  |
|                | NPA            | Philippe Poutou       | 5 031   | 0,69 %     |         |            |  |  |
|                | LO             | Nathalie Arthaud      | 2 187   | 0,3 %      |         |            |  |  |
|                | S&P            | Jacques Cheminade     | 1 939   | 0,26 %     |         |            |  |  |
|                |                |                       |         |            |         |            |  |  |
|                |                |                       | Nombre  | % inscrits | Nombre  | % inscrits |  |  |
| Inscrits       | Inscrits       | Inscrits              | 938 538 |            | 939 121 |            |  |  |
| Abstentions    | Abstentions    | Abstentions           | 193 160 | 20,58 %    | 162 051 | 17,26 %    |  |  |
| Votants        | Votants        | Votants               | 745 378 | 79,42 %    | 777 070 | 82,74 %    |  |  |
|                |                |                       |         |            |         |            |  |  |
|                |                |                       |         | % votants  |         | % votants  |  |  |
| Blancs ou nuls | Blancs ou nuls | Blancs ou nuls        | 11 726  | 1,57 %     | 31 126  | 4,01 %     |  |  |
| Exprimés       | Exprimés       | Exprimés              | 733 652 | 98,43 %    | 745 944 | 98,43 %    |  |  |

### 2007
Au premier tour de l'élection présidentielle de 2007, Sarkozy réussit à capter une partie des voix de Le Pen et arrive largement en tête. Royal est la première femme qualifiée pour le second tour d'une élection présidentielle. Elle est battue avec une avance de 6 points.
Dans les Hauts-de-Seine, Nicolas Sarkozy arrive en tête du premier tour avec 38,27 % des exprimés, suivi de Ségolène Royal (25,97 %), François Bayrou (21,3 %), Jean-Marie Le Pen (5,53 %) et Olivier Besancenot (2,52 %). Au second tour, les électeurs ont voté à 55,65 % pour Nicolas Sarkozy contre 44,35 % pour Ségolène Royal avec un taux de participation de 85,9 % des inscrits.
|                | UMP            | Nicolas Sarkozy      | 297 836 | 38,27 %    | 416 666 | 55,65 %    |  |  |
|                | PS             | Ségolène Royal       | 202 149 | 25,97 %    | 332 096 | 44,35 %    |  |  |
|                | UDF            | François Bayrou      | 165 812 | 21,3 %     |         |            |  |  |
|                | FN             | Jean-Marie Le Pen    | 43 025  | 5,53 %     |         |            |  |  |
|                | LCR            | Olivier Besancenot   | 19 623  | 2,52 %     |         |            |  |  |
|                | GPA            | Marie-George Buffet  | 13 495  | 1,73 %     |         |            |  |  |
|                | Les Verts      | Dominique Voynet     | 11 299  | 1,45 %     |         |            |  |  |
|                | MPF            | Philippe de Villiers | 9 843   | 1,26 %     |         |            |  |  |
|                | SE             | José Bové            | 6 555   | 0,84 %     |         |            |  |  |
|                | LO             | Arlette Laguiller    | 5 402   | 0,69 %     |         |            |  |  |
|                | CPNT           | Frédéric Nihous      | 1 888   | 0,24 %     |         |            |  |  |
|                | CNRSP          | Gérard Schivardi     | 1 373   | 0,18 %     |         |            |  |  |
|                |                |                      |         |            |         |            |  |  |
|                |                |                      | Nombre  | % inscrits | Nombre  | % inscrits |  |  |
| Inscrits       | Inscrits       | Inscrits             | 904 665 |            | 905 058 |            |  |  |
| Abstentions    | Abstentions    | Abstentions          | 118 158 | 13,06 %    | 127 586 | 14,1 %     |  |  |
| Votants        | Votants        | Votants              | 786 507 | 86,94 %    | 777 472 | 85,9 %     |  |  |
|                |                |                      |         |            |         |            |  |  |
|                |                |                      |         | % votants  |         | % votants  |  |  |
| Blancs ou nuls | Blancs ou nuls | Blancs ou nuls       | 8 207   | 1,04 %     | 28 710  | 3,69 %     |  |  |
| Exprimés       | Exprimés       | Exprimés             | 778 300 | 98,96 %    | 748 762 | 96,31 %    |  |  |

### 2002
Après cinq années de cohabitation, un duel est attendu entre Chirac et le Premier ministre Jospin lors de l'élection présidentielle de 2002, mais, à la surprise générale, ce dernier est devancé par Le Pen au premier tour. Au second tour, Chirac bénéficie du ralliement de la gauche et reçoit un score sans précédent. Il s'agit de la première élection pour un mandat de cinq ans et non plus sept.
Dans les Hauts-de-Seine, Jacques  Chirac arrive en tête du premier tour avec 23,94 % des exprimés, suivi de Lionel  Jospin (16,66 %), Jean-Marie  Le Pen (11,89 %), François Bayrou (8,86 %) et Jean-Pierre  Chevenement (6,52 %). Au second tour, les électeurs ont voté à 87,99 % pour Jacques  Chirac contre 12,01 % pour Jean-Marie  Le Pen avec un taux de participation de 80,84 % des inscrits.
|                | RPR            | Jacques Chirac          | 129 385 | 23,94 %    | 561 471 | 87,99 %    |  |  |
|                | PS             | Lionel Jospin           | 90 023  | 16,66 %    |         |            |  |  |
|                | FN             | Jean-Marie Le Pen       | 64 246  | 11,89 %    | 76 643  | 12,01 %    |  |  |
|                | UDF            | François Bayrou         | 47 896  | 8,86 %     |         |            |  |  |
|                | MC             | Jean-Pierre Chevènement | 35 208  | 6,52 %     |         |            |  |  |
|                | DL             | Alain Madelin           | 31 980  | 5,92 %     |         |            |  |  |
|                | Les Verts      | Noël Mamère             | 31 585  | 5,84 %     |         |            |  |  |
|                | LO             | Arlette Laguiller       | 20 566  | 3,81 %     |         |            |  |  |
|                | PRG            | Christiane Taubira      | 18 453  | 3,41 %     |         |            |  |  |
|                | PC             | Robert Hue              | 18 101  | 3,35 %     |         |            |  |  |
|                | LCR            | Olivier Besancenot      | 16 212  | 3 %        |         |            |  |  |
|                | Cap21          | Corinne Lepage          | 13 659  | 2,53 %     |         |            |  |  |
|                | MNR            | Bruno Mégret            | 9 053   | 1,68 %     |         |            |  |  |
|                | FRS            | Christine Boutin        | 7 981   | 1,48 %     |         |            |  |  |
|                | CPNT           | Jean Saint-Josse        | 4 285   | 0,79 %     |         |            |  |  |
|                | PT             | Daniel Gluckstein       | 1 752   | 0,32 %     |         |            |  |  |
|                |                |                         |         |            |         |            |  |  |
|                |                |                         | Nombre  | % inscrits | Nombre  | % inscrits |  |  |
| Inscrits       | Inscrits       | Inscrits                | 815 173 |            | 815 509 |            |  |  |
| Abstentions    | Abstentions    | Abstentions             | 263 074 | 32,27 %    | 156 240 | 19,16 %    |  |  |
| Votants        | Votants        | Votants                 | 552 099 | 67,73 %    | 659 269 | 80,84 %    |  |  |
|                |                |                         |         |            |         |            |  |  |
|                |                |                         |         | % votants  |         | % votants  |  |  |
| Blancs ou nuls | Blancs ou nuls | Blancs ou nuls          | 11 714  | 2,12 %     | 21 155  | 3,21 %     |  |  |
| Exprimés       | Exprimés       | Exprimés                | 540 385 | 97,88 %    | 638 114 | 96,79 %    |  |  |

### 1995
Après une nouvelle cohabitation et alors que la droite est particulièrement divisée entre Chirac et le Premier ministre Balladur, Jospin réussit à arriver en tête au premier tour de l'élection présidentielle de 1995, malgré la très lourde défaite de la gauche aux législatives de 1993. Au second tour, il est battu par Chirac.
Dans les Hauts-de-Seine, Jacques Chirac arrive en tête du premier tour avec 26,53 % des exprimés, suivi de Lionel Jospin (23,01 %), Édouard Balladur (19,22 %), Jean-Marie Le Pen (11,7 %) et Robert Hue (7,97 %). Au second tour, les électeurs ont voté à 57,25 % pour Jacques Chirac contre 42,75 % pour Lionel Jospin avec un taux de participation de 78,42 % des inscrits.
|                | RPR            | Jacques Chirac       | 161 833 | 26,53 %    | 356 243 | 57,25 %    |  |  |
|                | PS             | Lionel Jospin        | 140 400 | 23,01 %    | 266 051 | 42,75 %    |  |  |
|                | RPR            | Édouard Balladur     | 117 265 | 19,22 %    |         |            |  |  |
|                | FN             | Jean-Marie Le Pen    | 71 388  | 11,7 %     |         |            |  |  |
|                | PC             | Robert Hue           | 48 630  | 7,97 %     |         |            |  |  |
|                | LO             | Arlette Laguiller    | 28 774  | 4,72 %     |         |            |  |  |
|                | MPF            | Philippe de Villiers | 20 538  | 3,37 %     |         |            |  |  |
|                | Les Verts      | Dominique Voynet     | 19 928  | 3,27 %     |         |            |  |  |
|                | S&P            | Jacques Cheminade    | 1 347   | 0,22 %     |         |            |  |  |
|                |                |                      |         |            |         |            |  |  |
|                |                |                      | Nombre  | % inscrits | Nombre  | % inscrits |  |  |
| Inscrits       | Inscrits       | Inscrits             | 831 254 |            | 831 256 |            |  |  |
| Abstentions    | Abstentions    | Abstentions          | 209 587 | 25,21 %    | 179 421 | 21,58 %    |  |  |
| Votants        | Votants        | Votants              | 621 667 | 74,79 %    | 651 835 | 78,42 %    |  |  |
|                |                |                      |         |            |         |            |  |  |
|                |                |                      |         | % votants  |         | % votants  |  |  |
| Blancs ou nuls | Blancs ou nuls | Blancs ou nuls       | 11 564  | 1,86 %     | 29 541  | 4,53 %     |  |  |
| Exprimés       | Exprimés       | Exprimés             | 610 103 | 98,14 %    | 622 294 | 95,47 %    |  |  |

### 1988
Après deux ans de cohabitation, Mitterrand affronte le Premier ministre Chirac lors de l'élection présidentielle de 1988. Le Pen obtient au premier tour un score jusque-là sans précédent pour un parti d'extrême droite. Au second tour, Mitterrand est facilement réélu.
Dans les Hauts-de-Seine, François Mitterrand arrive en tête du premier tour avec 29,11 % des exprimés, suivi de Jacques Chirac (24,72 %), Raymond Barre (16,51 %), Jean-Marie Le Pen (14,77 %) et André Lajoinie (6,86 %). Au second tour, les électeurs ont voté à 51,44 % pour Jacques Chirac contre 48,56 % pour François Mitterrand avec un taux de participation de 83,53 % des inscrits.
|                | PS                    | François Mitterrand | 189 811 | 29,11 %    | 320 304 | 48,56 %    |  |  |
|                | RPR                   | Jacques Chirac      | 161 206 | 24,72 %    | 339 302 | 51,44 %    |  |  |
|                | SE                    | Raymond Barre       | 107 684 | 16,51 %    |         |            |  |  |
|                | FN                    | Jean-Marie Le Pen   | 96 321  | 14,77 %    |         |            |  |  |
|                | PC                    | André Lajoinie      | 44 758  | 6,86 %     |         |            |  |  |
|                | Les Verts             | Antoine Waechter    | 23 964  | 3,67 %     |         |            |  |  |
|                | Communiste rénovateur | Pierre Juquin       | 15 775  | 2,42 %     |         |            |  |  |
|                | LO                    | Arlette Laguiller   | 10 267  | 1,57 %     |         |            |  |  |
|                | MPT                   | Pierre Boussel      | 2 343   | 0,36 %     |         |            |  |  |
|                |                       |                     |         |            |         |            |  |  |
|                |                       |                     | Nombre  | % inscrits | Nombre  | % inscrits |  |  |
| Inscrits       | Inscrits              | Inscrits            | 816 777 |            | 816 648 |            |  |  |
| Abstentions    | Abstentions           | Abstentions         | 156 130 | 19,12 %    | 134 464 | 16,47 %    |  |  |
| Votants        | Votants               | Votants             | 660 647 | 80,88 %    | 682 184 | 83,53 %    |  |  |
|                |                       |                     |         |            |         |            |  |  |
|                |                       |                     |         | % votants  |         | % votants  |  |  |
| Blancs ou nuls | Blancs ou nuls        | Blancs ou nuls      | 8 518   | 1,29 %     | 22 578  | 3,31 %     |  |  |
| Exprimés       | Exprimés              | Exprimés            | 652 129 | 98,71 %    | 659 606 | 96,69 %    |  |  |

### 1981
Lors de l'élection présidentielle de 1981, Giscard d'Estaing arrive en tête au premier tour et affronte, comme la fois précédente, Mitterrand. Pour la première fois, un président sortant est battu : Mitterrand devient le premier président de gauche de la Ve République.
Dans les Hauts-de-Seine, Valéry Giscard d'Estaing arrive en tête du premier tour avec 24,95 % des exprimés, suivi de François Mitterrand (23,52 %), Jacques Chirac (20,62 %), Georges Marchais (16,15 %) et Brice Lalonde (4,82 %). Au second tour, les électeurs ont voté à 50,45 % pour François Mitterrand contre 48,81 % pour Valéry Giscard d'Estaing avec un taux de participation de 84,69 % des inscrits.
|                | UDF            | Valéry Giscard d'Estaing | 168 480 | 24,95 %    | 340 865 | 48,81 %    |  |  |
|                | PS             | François Mitterrand      | 158 852 | 23,52 %    | 357 475 | 51,19 %    |  |  |
|                | RPR            | Jacques Chirac           | 139 222 | 20,62 %    |         |            |  |  |
|                | PC             | Georges Marchais         | 109 047 | 16,15 %    |         |            |  |  |
|                | MEP            | Brice Lalonde            | 32 557  | 4,82 %     |         |            |  |  |
|                | MRG            | Michel Crépeau           | 17 521  | 2,59 %     |         |            |  |  |
|                | LO             | Arlette Laguiller        | 13 720  | 2,03 %     |         |            |  |  |
|                | Divers droite  | Michel Debré             | 12 620  | 1,87 %     |         |            |  |  |
|                | Divers droite  | Marie-France Garaud      | 12 595  | 1,87 %     |         |            |  |  |
|                | PSU            | Huguette Bouchardeau     | 10 660  | 1,58 %     |         |            |  |  |
|                |                |                          |         |            |         |            |  |  |
|                |                |                          | Nombre  | % inscrits | Nombre  | % inscrits |  |  |
| Inscrits       | Inscrits       | Inscrits                 | 853 119 |            | 852 998 |            |  |  |
| Abstentions    | Abstentions    | Abstentions              | 169 055 | 19,82 %    | 130 608 | 15,31 %    |  |  |
| Votants        | Votants        | Votants                  | 684 064 | 80,18 %    | 722 390 | 84,69 %    |  |  |
|                |                |                          |         |            |         |            |  |  |
|                |                |                          |         | % votants  |         | % votants  |  |  |
| Blancs ou nuls | Blancs ou nuls | Blancs ou nuls           | 8 790   | 1,28 %     | 24 050  | 3,33 %     |  |  |
| Exprimés       | Exprimés       | Exprimés                 | 675 274 | 98,72 %    | 698 340 | 96,67 %    |  |  |

### 1974
L'élection présidentielle de 1974 est une élection anticipée à la suite de la mort de Pompidou. Mitterrand, candidat unique de la gauche, est largement en tête au premier tour devant Giscard d'Estaing, qui distance lui-même Chaban-Delmas. Au terme d'une campagne animée, marquée par un débat télévisé tendu, Giscard d'Estaing l'emporte avec une très courte avance.
Dans les Hauts-de-Seine, François Mitterrand arrive en tête du premier tour avec 43,43 % des exprimés, suivi de Valéry Giscard d'Estaing (34,71 %), Jacques Chaban-Delmas (12,99 %), Jean Royer (2,6 %) et René Dumont (2,31 %). Au second tour, les électeurs ont voté à 50,45 % pour Valéry Giscard d'Estaing contre 49,55 % pour François Mitterrand avec un taux de participation de 87,13 % des inscrits.
|                | PS             | François Mitterrand      | 284 868 | 43,43 %    | 330 659 | 49,55 %    |  |  |
|                | RI             | Valéry Giscard d'Estaing | 227 642 | 34,71 %    | 336 640 | 50,45 %    |  |  |
|                | UDR            | Jacques Chaban-Delmas    | 85 173  | 12,99 %    |         |            |  |  |
|                | SE             | Jean Royer               | 17 060  | 2,6 %      |         |            |  |  |
|                | SE, écologiste | René Dumont              | 15 177  | 2,31 %     |         |            |  |  |
|                | LO             | Arlette Laguiller        | 11 700  | 1,78 %     |         |            |  |  |
|                | FN             | Jean-Marie Le Pen        | 5 193   | 0,79 %     |         |            |  |  |
|                | MDSF           | Émile Muller             | 3 971   | 0,61 %     |         |            |  |  |
|                | FCR            | Alain Krivine            | 2 738   | 0,42 %     |         |            |  |  |
|                | MFE            | Jean-Claude Sebag        | 1 022   | 0,16 %     |         |            |  |  |
|                | NAR            | Bertrand Renouvin        | 966     | 0,15 %     |         |            |  |  |
|                |                |                          |         |            |         |            |  |  |
|                |                |                          | Nombre  | % inscrits | Nombre  | % inscrits |  |  |
| Inscrits       | Inscrits       | Inscrits                 | 776 160 |            | 776 310 |            |  |  |
| Abstentions    | Abstentions    | Abstentions              | 116 444 | 15 %       | 99 885  | 12,87 %    |  |  |
| Votants        | Votants        | Votants                  | 659 716 | 85 %       | 676 425 | 87,13 %    |  |  |
|                |                |                          |         |            |         |            |  |  |
|                |                |                          |         | % votants  |         | % votants  |  |  |
| Blancs ou nuls | Blancs ou nuls | Blancs ou nuls           | 3 841   | 0,58 %     | 9 126   | 1,35 %     |  |  |
| Exprimés       | Exprimés       | Exprimés                 | 655 875 | 99,42 %    | 667 299 | 98,65 %    |  |  |

### 1969
L'élection présidentielle de 1969 est une élection anticipée à la suite de la démission de De Gaulle. La gauche se lance désunie dans la course et, bien que Duclos (PCF) manque de le devancer, c'est le président par intérim Poher qui accède au second tour face à l'ex-Premier ministre Pompidou. Alors que Duclos refuse d'appeler à voter au second tour pour « bonnet blanc ou blanc bonnet », Pompidou est finalement largement élu.
Dans les Hauts-de-Seine, Georges Pompidou arrive en tête du premier tour avec 41,62 % des exprimés, suivi de Jacques Duclos (25,69 %), Alain Poher (20,07 %), Gaston Defferre (5,33 %) et Michel Rocard (4,95 %). Au second tour, les électeurs ont voté à 59,77 % pour Georges Pompidou contre 40,23 % pour Alain Poher avec un taux de participation de 62,3 % des inscrits.
|                | UDR            | Georges Pompidou | 264 394 | 41,62 %    | 277 612 | 59,77 %    |  |  |
|                | PC             | Jacques Duclos   | 163 188 | 25,69 %    |         |            |  |  |
|                | CD             | Alain Poher      | 127 499 | 20,07 %    | 186 862 | 40,23 %    |  |  |
|                | SFIO           | Gaston Defferre  | 33 850  | 5,33 %     |         |            |  |  |
|                | PSU            | Michel Rocard    | 31 411  | 4,95 %     |         |            |  |  |
|                | LC             | Alain Krivine    | 8 858   | 1,39 %     |         |            |  |  |
|                | SE             | Louis Ducatel    | 5 983   | 0,94 %     |         |            |  |  |
|                |                |                  |         |            |         |            |  |  |
|                |                |                  | Nombre  | % inscrits | Nombre  | % inscrits |  |  |
| Inscrits       | Inscrits       | Inscrits         | 797 875 |            | 797 758 |            |  |  |
| Abstentions    | Abstentions    | Abstentions      | 157 723 | 19,77 %    | 300 754 | 37,7 %     |  |  |
| Votants        | Votants        | Votants          | 640 152 | 80,23 %    | 497 004 | 62,3 %     |  |  |
|                |                |                  |         |            |         |            |  |  |
|                |                |                  |         | % votants  |         | % votants  |  |  |
| Blancs ou nuls | Blancs ou nuls | Blancs ou nuls   | 4 969   | 0,78 %     | 32 530  | 6,55 %     |  |  |
| Exprimés       | Exprimés       | Exprimés         | 635 183 | 99,22 %    | 464 474 | 93,45 %    |  |  |